# Cârjiți
Cârjiți è un comune della Romania di 699 abitanti, ubicato nel distretto di Hunedoara, nella regione storica della Transilvania.
Il comune è formato dall'unione di 5 villaggi: Almașu Sec, Cârjiți, Chergheș, Cozia, Popești.